# S. Suresh Babu
S. Suresh Babu (nacido el 14 de marzo de 1976) es un científico indio especialista en meteorología, jefe de la Sección Aerosoles y Fuerzas Radiativas, en el Laboratorio de Física del Espacio del Centro Espacial Vikram Sarabhai. Conocido por sus estudios sobre los aerosoles atmosféricos, Babu ha recibido el Premio Joven Científico o Asociado de las principales academias de ciencias de la India, a saber: Academia Nacional de Ciencias de la India, Academia de Ciencias de la India. El Consejo de Investigación Científica e Industrial, la agencia principal del Gobierno de la India para la investigación científica, le otorgó, en 2017, el Premio Shanti Swarup Bhatnagar de Ciencia y Tecnología.

## Biografía

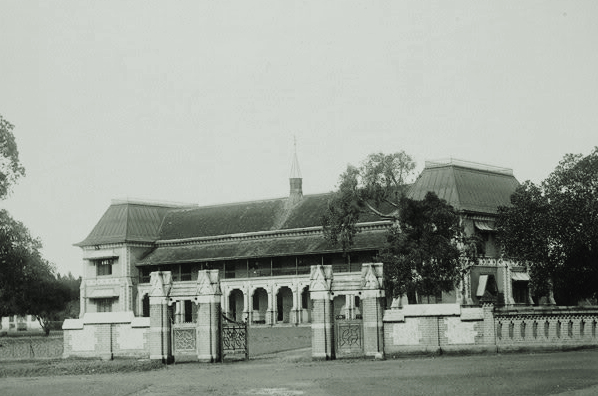
Universidad de Kerala en los años 40.

Babu nació el 14 de marzo de 1976 en Kerala, un estado del sur de India. Sus estudios de pregrado fueron en el University College Thiruvananthapuram de la Universidad de Kerala, donde obtuvo una maestría en física en 1998, antes de continuar en la institución para obtener un MPhil en 2000. Al inscribirse en la misma universidad, para sus estudios de doctorado, hizo su investigación en el Vikram Sarabhai Space Centre (VSSC) obteniéndolo el PhD en 2005. Posteriormente, se unió al Laboratorio de Física Espacial de VSSC donde dirige la "Sección de Aerosoles y Fuerzas Radiativas" ocupando el puesto de científico de grado SF.

## Legado

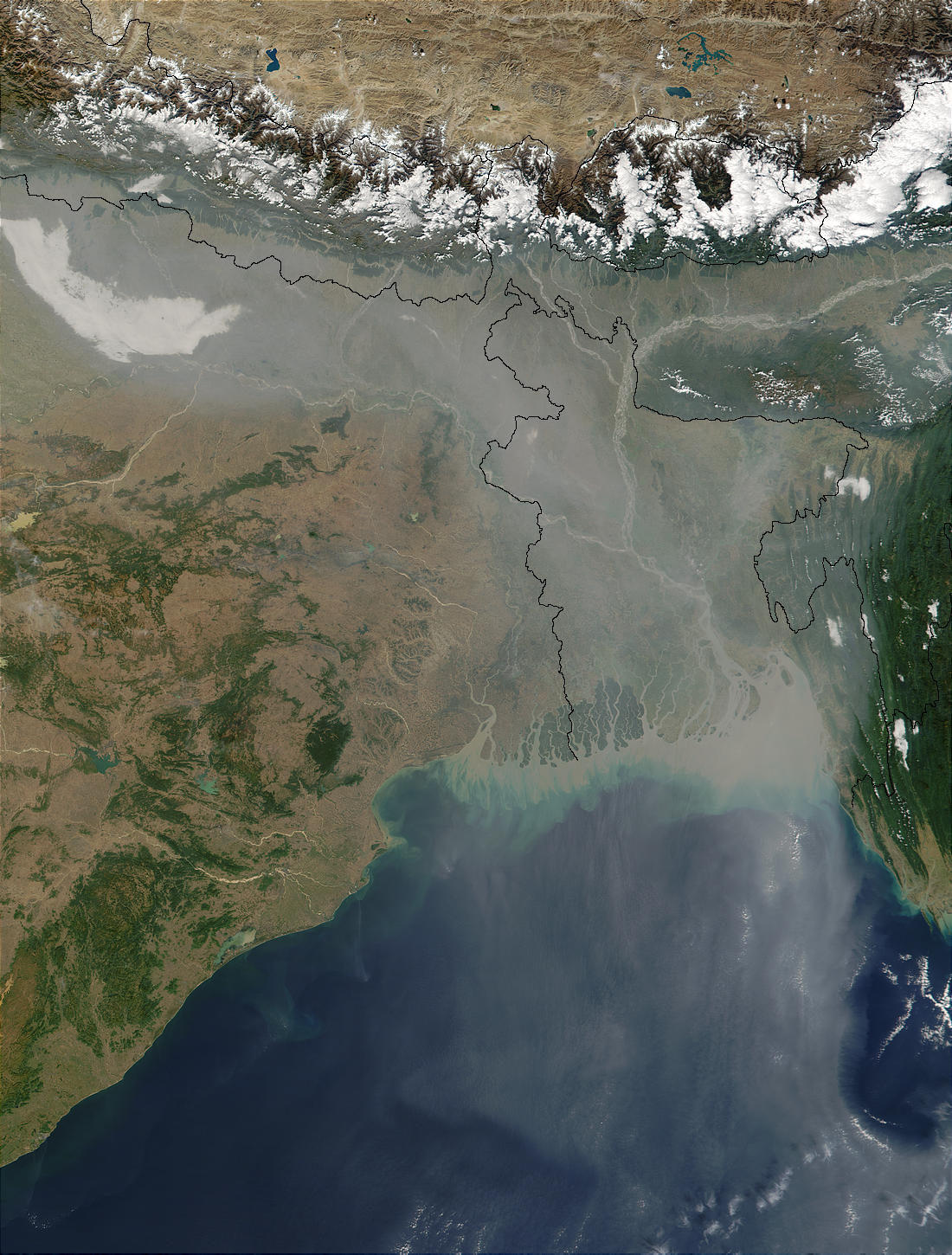
Contaminación por aerosol en el norte de India.

Su investigación estuvo principalmente centrada en aerosoles atmosféricos y sus trabajos han ayudado a una mejor comprensión de los aerosoles de carbono negro y sus impactos radiativos sobre el cambio climático y la estabilidad atmosférica. Sus estudios han sido documentados a través de varios artículos y ResearchGate, un repositorio de artículos científicos en línea, enumeró 169 de ellos. Además, ha contribuido con capítulos a tres libros publicados por otros y ha editado treinta y dos actas. Entre sus charlas se incluyen Atmospheric aerosols and their characterization over the Arctic en 2013 en Joint Workshop on Polar Research organizado conjuntamente por el Ministerio de Ciencias de la Tierra, el Centro Nacional de Investigación Antártica y Oceánica y el Consejo de Investigación de Noruega.
Cuando el Ministerio de Ciencias de la Tierra constituyó el Fondo Nacional para la Investigación Aerotransportada (NFAR) bajo la dirección del entonces director del Instituto Indio de Meteorología Tropical en 2013, Babu fue seleccionado como miembro del comité de expertos técnicos. Se ha desempeñado para los programas de pasantías INSPIRE del Departamento de Ciencia y Tecnología y como revisor de las propuestas para los programas de financiación del Ministerio de Ciencias de la Tierra, el Departamento de Ciencia y Tecnología y el Consejo de Investigación Científica e Industrial. Es titular o exmiembro de varios comités gubernamentales e institucionales. Ha sido miembro institucional de dos de los programas de investigación de VSSC, a saber, Investigations of atmospheric aerosols and their characterization over the Arctic during summer season que finalizó en 2012 y Characterization of Polar Aerosols: Source processes and climate impacts.

## Honores

### Galardones
- 2006: recibió el Young Scientist Award de la Indian National Science Academy[12]
- 2007: elegido por la Indian Academy of Sciences como asociado joven.[13]
- 2009: seleccionado para el Premio de Platino Joven Jubileo de Científico de la National Academy of Sciences, India;[14]
- 2009: recibió el NASI-SCOPUS Young Scientist Award, de Elsevier.[4]
- 2015: miembro fundante, cuando la Academia de Ciencia Nacional de India, estableció el Indian National Young Academy of Science (INYAS),[15][16]
- 2015: seleccionado para la Beca Swarna Jayanti del Departamento de Ciencia y Tecnología, con un período de permanencia de la beca hasta 2020.[17][nota 3]
- 2017: el Consejo de Investigación Científica e Industrial le otorgó el Shanti Swarup Bhatnagar Prize, uno de los más altos premios de la ciencia india.[18]

## Obra

### Algunas publicaciones
- S. Suresh Babu (2017). «Aerosol Studies on and Around Antarctica». Proc Indian Natl Sci Acad 83 (2): 441-447. doi:10.16943/ptinsa/2017/48952.

- Suresh Babu, M. R. Manoj, K. Krishna Moorthy, Mukunda M. Gogoi, Vijayakumar S. Nair, Sobhan Kumar Kompalli, S. K. Satheesh, K. Niranjan, K. Ramagopal, P. K. Bhuyan, Darshan Singh (2013). «Trends in aerosol optical depth over Indian region: Potential causes and impact indicators». Journal of Geographical Research 118 (20): 11794-11806. Bibcode:2013JGRD..11811794B. doi:10.1002/2013JD020507.

- Krishna Moorthy, S. Suresh Babu, S. K. Satheesh, J. Srinivasan, C. B. S. Dutt (2007). «Dust absorption over the "Great Indian Desert" inferred using ground-based and satellite remote sensing». Journal of Geographical Research 112 (D9). Bibcode:2007JGRD..112.9206M. doi:10.1029/2006JD007690.